# Alyssa Lagonia
Alyssa Ann Lagonia, née le 30 juin 1989 à Kitchener au Canada, est une footballeuse internationale canadienne avec la double nationalité italienne. Elle joue attaquante au sein du Servette FC Chênois.

## Biographie
Championne de Suisse en 2016-2017 avec le FC Neunkirch, elle compte à son actif quelques convocations avec la sélection du Canada.

## Palmarès
- Championnat de Suisse  (2)
  - 2016-2017[1], 2020-2021
- Coupe de Suisse  (1)
  - 2016-2017[2]